# Selezioni giovanili della nazionale maschile di pallacanestro della Grecia
Le selezioni giovanili della nazionale di pallacanestro della Grecia sono gestite dalla Federazione cestistica della Grecia e partecipano ai tornei cestistici internazionali per squadre nazionali, limitatamente a specifiche classi d'età.

## Universitaria
Rappresenta la selezione dei migliori atleti universitari della nazionale greca.

### Partecipazioni
- 1970 - 17°
- 2007 - 12°
- 2009 - 14°

## Under-26
Rappresenta i migliori giocatori di nazionalità greca di età non superiore ai 26 anni. È stata utilizzata per disputare alcune edizioni dei Giochi del Mediterraneo. 

### Partecipazioni
Giochi del Mediterraneo
- 1987 -  3°
- 1991 -  2°
- 1993 - 4°

- 1997 - 4°
- 2001 -  2°
- 2005 -  2°

- 2009 -  2°

### Formazioni
Grecia under 26 - Pallacanestro maschile ai X Giochi del MediterraneoAlexandridīs, Ellīniadīs, Giannopoulos, Kalampakos, Kampourīs, Kountourakīs, Papadīmītriou, Papagiannīs, Patavoukas, Sōtīriou, Tzigopoulos, All. Euthymīs Kioumourtzoglou
 Grecia under 26 - Pallacanestro maschile agli XI Giochi del MediterraneoAggelidīs, Gkagkaoudakīs, Chōlopoulos, Korōnios, Logothetīs, Mōraitīs, Mpountourīs, Mylōnas, Myriounīs, Oikonomou, Papagiannīs, Tampakīs, All. Giōrgos Poestos
 Grecia under 26 - Pallacanestro maschile ai XII Giochi del MediterraneoAsteriadīs, Avdalas, Gkousgkourīs, Chōlopoulos, Līmniatīs, Logothetīs, Mamatziolas, Mpalogiannīs, Mpountourīs, Pournaras, Staurakopoulos, Tampakīs, All. Giōrgos Tsitskarīs
 Grecia under 26 - Pallacanestro maschile ai XIII Giochi del Mediterraneo4 Kikilias, 5 Sioutīs, 6 Giannouzakos, 7 Līmniatīs, 8 Tsopīs, 9 Paulidīs, 10 Chrysanthopoulos, 11 Nikakīs, 12 Vetoulas, 13 Yfantīs, 14 Soulīs, 15 Dakos,        All. Giōrgos Tsitskarīs
 Grecia under 26 - Pallacanestro maschile ai XIV Giochi del MediterraneoAsīmakopoulos, Diamantidīs, Dorkofikīs, Falekas, Kouvarīs, Marmarinos, Misiakos, Papaiōakeim, Paulidīs, Spanoulīs, Tapoutos, Zīsīs, All. Nikos Stauropoulos
 Grecia under 26 - Pallacanestro maschile ai XV Giochi del MediterraneoCharismidīs, Charitopoulos, Dedas, Geōrgalīs, Īliadīs, Kafkīs, Koumpouras, Mparlos, Papanikolopoulos, Siamandouras, Tapoutos, Tsiakos, All. Athanasios Papadīmītriou
 Grecia under 26 - Pallacanestro maschile ai XVI Giochi del Mediterraneo6 Kalaitzidīs · Karadolamīs · Koumpouras · Kyritsīs · Lolas · Mauroeidīs · Milošević · Noeas · Papanikolaou · Skordilīs · Toutziarakīs · Vougioukas,        All. Ioannīs Giannapoulos

## Under-21
Rappresenta i migliori giocatori di nazionalità greca di età non superiore ai 21 anni. Partecipa a tutte le manifestazioni internazionali giovanili di pallacanestro per nazioni gestite dalla FIBA.

### Partecipazioni
Mondiali Under-21
- 1993 - 5º
- 2005 -  2º

### Formazioni
Grecia under 22 - Campionato mondiale maschile di pallacanestro Under-22 19934 Holopoulos, 5 Līmniatīs, 6 Mpountourīs, 7 Avdalas, 8 Mamatziolas, 9 Mpalogiannīs, 10 Gkouzkourīs, 11 Stavrakopoulos, 12 Asteriadīs, 13 Logothetīs, 14 Tampakīs, 15 Kouvelas,        All. Anastasios Eleutheriadīs
 Grecia under 21 - Campionato mondiale maschile di pallacanestro Under-21 20054 Sourlīs, 5 Xanthopoulos, 6 Morfīs, 7 Vasileiadīs, 8 Apostolidīs, 9 Aggelopoulos, 10 Koupidīs, 11 Karavanas, 12 Maurokefalidīs, 13 Vasilopoulos, 14 Zeukilīs, 15 Vougioukas,        All. Manos Manouselīs

## Under-20
Rappresenta i migliori giocatori di nazionalità greca di età non superiore ai 20 anni. Partecipa a tutte le manifestazioni internazionali giovanili di pallacanestro per nazioni gestite dalla FIBA.
Nel corso degli anni questa selezione ha subito alcuni cambiamenti nel nome, dovuti agli adeguamenti nelle normative della FIBA in fatto di classificazione delle categorie giovanili.
Agli inizi la denominazione originaria era Nazionale Juniores, in quanto la FIBA classificava le fasce di età sotto i 22 anni con la denominazione "juniores". In seguito, denominazione e fasce di età sono state equiparate, divenendo Nazionale Under 22. Dal 2000, la FIBA ha modificato nuovamente il tutto, equiparando sotto la dicitura "under 20" sia denominazione che fasce di età. Da allora la selezione ha preso il nome attuale.

### Partecipazioni
FIBA EuroBasket Under-20
- 1992 -  2º
- 1994 - 4°
- 1996 - 6º
- 1998 - 11°
- 2000 - 7°

- 2002 -  1°
- 2004 - 4°
- 2005 - 5º
- 2006 - 8°
- 2007 - 13°

- 2008 - 13°
- 2009 -  1°
- 2010 -  2°
- 2011 - 12°
- 2012 - 8°

- 2013 - 5°
- 2014 - 6°
- 2015 - 18°
- 2017 -  1°
- 2018 - 13°

- 2019 - 9°
- 2022 - 12°
- 2023 -  3°
- 2024 -  3°
- 2025 - 5°

### Formazioni
Grecia under 22 - Campionato europeo maschile di pallacanestro Under-22 19924 Alvertīs, 5 Graikos, 6 Mpountourīs, 7 Avdalas, 8 Sigalas, 9 Nousīs, 10 Līmniatīs, 11 Mōraitīs, 12 Logothetīs, 13 Oikonomou, 14 Tampakīs, 15 Myriounīs,        All. Anastasios Eleutheriadīs
 Grecia under 22 - Campionato europeo maschile di pallacanestro Under-22 19944 Chatzopoulos, 5 Sioutīs, 6 Asteriadis, 7 Liadelīs, 8 Gkagkaoudakis, 9 Aposkitis, 10 Kikilias, 11 Tsopis, 12 Nikakis, 13 Logothetis, 14 Oikonomou, 15 Tampakis,        All. -
 Grecia under 22 - Campionato europeo maschile di pallacanestro Under-22 19964 Kikilias, 5 Vetoulas, 6 Liadelīs, 7 Giannouzakos, 8 Kalaitzīs, 9 Chatzīs, 10 Flōros, 11 Giannoulīs, 12 Despos, 13 Karagkoutīs, 14 Rentzias, 15 Kakiouzīs,        All. Vaggelīs Naidos
 Grecia under 22 - Campionato europeo maschile di pallacanestro Under-22 19984 Charisīs, 5 Chatzīvrettas, 6 Papanikolopoulos, 7 Michalos, 8 Gkioulekas, 9 Ntikoudīs, 10 Kamariōtīs, 11 Tsartsarīs, 12 Euthymiou, 13 Despos, 14 Moschou, 15 Paulidīs,        All. Sōtīrīs Tsimikas
 Grecia under 20 - Campionato europeo maschile di pallacanestro Under-20 20004 Nanīs, 5 Papamakarios, 6 Yfantīs, 7 Petropoulos, 8 Dorkofikīs, 9 Fōtsīs, 10 Tapoutos, 11 Diamantidīs, 12 Pettas, 13 Papadopoulos, 14 Petrodīmopoulos, 15 Glyniadakīs,        All. Sōtīrīs Tsimikas
 Grecia under 20 - Campionato europeo maschile di pallacanestro Under-20 20024 Spanoulīs, 5 Koumpouras, 6 Zīsīs, 7 Tapoutos, 8 Misiakos, 9 Charitopoulos, 10 Geōrgalīs, 11 Gkizogiannīs, 12 Tsiaras, 13 Mpourousīs, 14 Tsiakos, 15 Kaimakoglou,        All. Nikos Kerameas
 Grecia under 20 - Campionato europeo maschile di pallacanestro Under-20 20044 Xanthopoulos, 5 Sourlīs, 6 Kalaitzidīs, 7 Vasileiadīs, 8 Apostolidīs, 9 Papanikolaou, 10 Printezīs, 11 Perperoglou, 12 Maurokefalidīs, 13 Vasilopoulos, 14 Mauroeidīs, 15 Vougioukas,        All. Nikos Stauropoulos
 Grecia under 20 - Campionato europeo maschile di pallacanestro Under-20 20054 Katranas, 5 Milošević, 6 Kalaitzidīs, 7 Vasilopoulos, 8 Sfeikos, 9 Magkounīs, 10 Papanikolaou, 11 Printezīs, 12 Mauroeidīs, 13 Šakota, 14 Lolas, 15 Vougioukas,        All. Nikos Kerameas
 Grecia under 20 - Campionato europeo maschile di pallacanestro Under-20 20064 Gkountīs, 5 Milošević, 6 Verginīs, 7 Noeas, 8 Lolas, 9 Karadolamīs, 10 Mantzarīs, 11 Katiakos, 12 Tevetzidīs, 13 Šakota, 14 Toutziarakīs, 15 Neofytidīs,        All. Nikos Kerameas
 Grecia under 20 - Campionato europeo maschile di pallacanestro Under-20 20074 Tsiotras, 5 Sakellarakīs, 6 Verginīs, 7 Giannakidīs, 8 Athanasoulas, 9 Karadolamīs, 10 Tsairelīs, 11 Katiakos, 12 Trichopoulos, 13 Noeas, 14 Toutziarakīs, 15 Sigkounas,        All. Manos Manouselīs
 Grecia under 20 - Campionato europeo maschile di pallacanestro Under-20 20084 Mpogrīs, 5 Matalon, 6 Michaloglou, 7 Giannakidīs, 8 Giannopoulos, 9 Sakellariou, 10 Karavasanīs, 11 Koukounias, 12 Tsairelīs, 13 Sigkounas, 14 Lymperopoulos, 15 Calathes,        All. Giōrgos Sigalas
 Grecia under 20 - Campionato europeo maschile di pallacanestro Under-20 20094 Mantzarīs, 5 Mourtos, 6 Tsakalerīs, 7 Pappas, 8 Giannopoulos, 9 Sakellariou, 10 Papanikolaou, 11 Sloukas, 12 Janković, 13 Mpogrīs, 14 Kaselakīs, 15 Sarikopoulos,        All. Kōstas Missas
 Grecia under 20 - Campionato europeo maschile di pallacanestro Under-20 20104 Katsivelīs, 5 Mourtos, 6 Geōrgakīs, 7 Mantzarīs, 8 Karathanasīs, 9 Papantōniou, 10 Papanikolaou, 11 Sloukas, 12 Janković, 13 Pappas, 14 Kaselakīs, 15 Sarikopoulos,        All. Kōstas Missas
 Grecia under 20 - Campionato europeo maschile di pallacanestro Under-20 20114 Katsivelīs, 5 Psaropoulos, 6 Iōakeimidīs, 7 Antōnakīs, 8 Motsenigos, 9 Papantōnakos, 10 Papapetrou, 11 Kanonidīs, 12 Koukoulas, 13 Pappas, 14 Geōrgakīs, 15 Chrysikopoulos,        All. Kōstas Missas
 Grecia under 20 - Campionato europeo maschile di pallacanestro Under-20 20124 Panagiōtaras, 5 Larentzakīs, 6 Velissariou, 7 Antōnakīs, 8 Motsenigos, 9 Dermitzakīs, 10 Tselentakīs, 11 Papadionysiou, 12 Melissaratos, 13 Zoumpos, 14 Tsaprounīs, 15 Kampourīs,        All. Kōstas Missas
 Grecia under 20 - Campionato europeo maschile di pallacanestro Under-20 20134 Mpochōridīs, 5 Larentzakīs, 6 Papapetrou, 7 Karamalegkos, 8 Kalogiannidīs, 9 Slaftsakīs, 10 Mītsialos, 11 Antetokounmpo, 12 Melissaratos, 13 Agravanīs, 14 Kamperidīs, 15 Gontikas,        All. Kōstas Missas
 Grecia under 20 - Campionato europeo maschile di pallacanestro Under-20 20144 Mpochōridīs, 5 Liapīs, 6 Poulianitīs, 7 Spyridōnidīs, 8 Christodoulou, 9 Papapetrou, 10 Spyropoulos, 11 Kouzeloglou, 12 Kamperidīs, 13 Agravanīs, 14 Diamantakos, 15 Maragkos,        All. Kōstas Missas
 Grecia under 20 - Campionato europeo maschile di pallacanestro Under-20 20154 Spyridōnidīs, 5 Liapīs, 6 Kōttas, 7 Christodoulou, 8 Poulianitīs, 9 Chatzinikolas, 10 Theodōrou, 11 Tsalmpourīs, 12 Mpillīs, 13 Stamatīs, 14 Oikonomopoulos, 15 Spyropoulos,        All. Emmanouīl Manouselīs
 Grecia under 20 - Campionato europeo maschile di pallacanestro Under-20 20174 Lountzīs, 5 Milentigievits, 6 Koniarīs, 7 Fliōnīs, 8 Karras, 9 Chatzinikolas, 10 Skoulidas, 12 Diplaros, 13 Agravanīs, 14 Chrīstidīs, 15 Charalampopoulos, 17 Mouratos, 32 Tatarīs,        All. Īlias Papatheodōrou
 Grecia under 20 - Campionato europeo maschile di pallacanestro Under-20 20181 Kamperidīs, 4 Lountzīs, 5 P. Kalaitzakīs, 9 Pilavios, 12 Kampouridīs, 13 Agravanīs, 14 Chrīstidīs, 16 G. Kalaitzakīs, 18 Kourepīs, 21 Mōraitīs, 23 Papadakīs, 32 Tatarīs,        All. Iōannīs Kastritīs
 Grecia under 20 - Campionato europeo maschile di pallacanestro Under-20 20191 Kamperidīs, 4 Nikolaidis, 5 Kalaitzakīs, 6 Koufopoulos, 7 Chougkaz, 9 Pilavios, 11 Domprogiannis, 12 Kampouridīs, 15 Arnokouros, 16 Kalaitzakīs, 18 Balos, 21 Mōraitīs,        All. Georgios Līmniatīs
 Grecia under 20 - Campionato europeo maschile di pallacanestro Under-20 20225  Nikolaidis, 6 Koloveros, 7 Vissariou, 9 Oikonomopoulos, 10 Fillios, 15 Kouroupakis, 16 Omer Netzip Oglou, 21 Tsamis, 26 Kalogiros, 33 Tanoulīs, 72 Mantzoukas, 77 Bazinas,        All. Makīs Giatras
 Grecia under 20 - Campionato europeo maschile di pallacanestro Under-20 20235 Plotas, 6 Neofytidīs, 7 Chatzis, 9 Oikonomopoulos, 11 Stavrakopoulos, 13 Mermigkis, 15 Nafpliotis, 18 Zormpas, 19 Kalaitzakis, 35 Zougrīs, 72 Mantzoukas, 77 Bazinas,        All. Kostas Papadopoulos

## Under-19
Rappresenta i migliori giocatori di nazionalità greca di età non superiore ai 19 anni. Partecipa a tutte le manifestazioni internazionali giovanili di pallacanestro per nazioni gestite dalla FIBA.

### Partecipazioni
Mondiale Under-19
- 1995 -  1°
- 1995 - 7°
- 2003 -  3°

- 2009 -  2°
- 2015 - 4°
- 2019 - 10°

### Formazioni
Grecia under 19 - Campionato mondiale maschile di pallacanestro Under-19 19954 Papadatos, 5 Tsirigōtakīs, 6 Mparlas, 7 Papanikolaou, 8 Kalaitzīs, 9 Chatzīs, 10 Kamariōtīs, 11 Soulīs, 12 Despos, 13 Karagkoutīs, 14 Rentzias, 15 Kakiouzīs,        All. -
 Grecia under 19 - Campionato mondiale maschile di pallacanestro Under-19 19994 Mantzanas, 5 Papamakarios, 6 Pappas, 7 Petropoulos, 8 Dorkofikīs, 9 Pettas, 10 Diamantopoulos, 11 Yfantīs, 12 Fōtsīs, 13 Papadopoulos, 14 Agadakos, 15 Glyniadakīs,        All. -
 Grecia under 19 - Campionato mondiale maschile di pallacanestro Under-19 20034 Sourlīs, 5 Xanthopoulos, 6 Koupidīs, 7 Vasileiadīs, 8 Apostolidīs, 9 Theos, 10 Šakota, 11 Perperoglou, 12 Maurokefalidīs, 13 Vasilopoulos, 14 Vougioukas, 15 Schortsianitīs,        All. -
 Grecia under 19 - Campionato mondiale maschile di pallacanestro Under-19 20094 Papantōniou, 5 Katsivelīs, 6 Aggelopoulos, 7 Mantzarīs, 8 Karathanasīs, 9 Papanikolaou, 10 Geōrgakīs, 11 Sloukas, 12 Janković, 13 Pappas, 14 Kaselakīs, 15 Sarikopoulos,        All. Giōrgos Vlassopoulos
 Grecia under 19 - Campionato mondiale maschile di pallacanestro Under-19 20154 Toliopoulos, 5 Lountzīs, 6 Kōttas, 7 Dorsey, 8 Mītoglou, 9 Mouratos, 10 Skoulidas, 11 Tsalmpourīs, 12 Mpillīs, 13 Stamatīs, 14 Papagiannīs, 15 Charalampopoulos,        All. Īlias Papatheodōrou
 Grecia under 19 - Campionato mondiale maschile di pallacanestro Under-19 20191 Sōtiriou, 4 Karampelas, 5 Koloveros, 6 Chougkaz, 7 Geōrgalas, 8 Rogkavopoulos, 10 Chatzīdakīs, 11 Arsenopoulos, 14 Voulgaropoulos, 15 Arnokouros, 16 Sandramanīs, 17 Mpazinas,        All. Iōannīs Kastritīs

## Under-18
Rappresenta i migliori giocatori di nazionalità greca di età non superiore ai 18 anni. Partecipa a tutte le manifestazioni internazionali giovanili di pallacanestro per nazioni gestite dalla FIBA.
Nel corso degli anni questa selezione ha subito alcuni cambiamenti nel nome, dovuti agli adeguamenti nelle normative della FIBA in fatto di classificazione delle categorie giovanili.
Agli inizi la denominazione originaria era Nazionale Cadetti, in quanto la FIBA classificava le fasce di età dai 16 ai 18 anni con la denominazione "cadetti". Dal 2000, la FIBA ha modificato il tutto, equiparando sotto la dicitura under 18, sia denominazione che fasce di età. Da allora la selezione ha preso il nome attuale.

### Partecipazioni
FIBA EuroBasket Under-18
- 1968 - 6°
- 1970 -  2°
- 1972 - 9°
- 1974 - 7°
- 1976 - 7°

- 1978 - 6°
- 1984 - 9°
- 1986 - 6°
- 1988 - 4°
- 1990 - 8°

- 1992 - 4°
- 1994 - 6°
- 1996 - 7°
- 1998 -  3°
- 2000 -  3°

- 2002 -  3°
- 2004 - 7°
- 2005 - 13°
- 2006 - 6°
- 2007 -  2°

- 2008 -  1°
- 2009 - 13°
- 2010 - 8°
- 2011 - 14°
- 2012 - 11°

- 2013 - 11°
- 2014 - 4°
- 2015 -  1°
- 2016 - 9°
- 2017 - 7°

- 2018 - 14°
- 2019 - 4°
- 2022 - 12°

### Manifestazioni minori
- Torneo Albert Schweitzer: 2

2002, 2008

## Under-17
Rappresenta i migliori giocatori di nazionalità greca di età non superiore ai 17 anni. Partecipa a tutte le manifestazioni internazionali giovanili di pallacanestro per nazioni gestite dalla FIBA.

### Partecipazioni
- 2014 - 12°

## Under-16
Rappresenta i migliori giocatori di nazionalità greca di età non superiore ai 16 anni. Partecipa a tutte le manifestazioni internazionali giovanili di pallacanestro per nazioni gestite dalla FIBA.
Nel corso degli anni questa selezione ha subito alcuni cambiamenti nel nome, dovuti agli adeguamenti nelle normative della FIBA in fatto di classificazione delle categorie giovanili.
Agli inizi la denominazione originaria era Nazionale Allievi, in quanto la FIBA classificava le fasce di età dai 16 ai 18 anni con la denominazione "allievi". Dal 2000, la FIBA ha modificato il tutto, equiparando sotto la dicitura under 16, sia denominazione che fasce di età. Da allora la selezione ha preso il nome attuale.

### Partecipazioni
FIBA EuroBasket Under-16
- 1971 - 5°
- 1973 - 5°
- 1975 -  2°
- 1977 - 8°
- 1979 - 9°

- 1981 - 7°
- 1983 - 4°
- 1987 - 7°
- 1989 -  1°
- 1991 -  2°

- 1993 -  1°
- 1995 -  3°
- 1997 - 5°
- 1999 -  2°
- 2001 - 6°

- 2003 - 8°
- 2004 - 5°
- 2005 - 13°
- 2006 - 9°
- 2007 - 7°

- 2008 - 12°
- 2009 - 14°
- 2010 - 10°
- 2011 - 11°
- 2012 - 9°

- 2013 -  3°
- 2014 - 9°
- 2015 - 13°
- 2016 - 16°
- 2018 - 6°

- 2019 - 6°
- 2022 - 4°